# Rajmund V z Tuluzy
Rajmund V (ur. 1134, zm. 1194) – syn Alfonsa-Jordana – hrabiego Tuluzy, po śmierci ojca w 1148 został hrabią Tuluzy (miał wtedy 14 lat).
W 1154 Rajmund poślubił Konstancję Francuską, córkę króla Francji Ludwika VI Grubego i jego drugiej żony – Adelajdy z Maurienne, córki Humberta II Grubego, hrabiego Sabaudii. Konstancja była wdową po Eustachym IV z Boulogne. Ponieważ Rajmund i Konstancja nie mieli wymaganej zgody duchownych na ślub, ich małżeństwo zostało rozwiązane w 1165. Para miała czworo dzieci:
- Rajmunda VI, który po śmierci ojca został kolejnym hrabią Tuluzy,
- Aubri (zm. 1180),
- Adelajdę, która poślubiła Rogera II Trencavela,
- Baldwina (ur. 1165, zamordowanego na rozkaz Rajmunda VI w 1214).

Rajmund V był związany z "kryzysem" katarów. W 1176 Guilhem (Wilhelm) biskup Albi stworzył radę Lombers (w jej skład wchodzili księża i książęta: Rajmund Trencavel, Rajmund V i jego żona Konstancja oraz reprezentanci Katarów). Później zorganizowano krucjatę przeciw Katarom.
Istnieje hipoteza, że drugą żoną Rajmunda V (od ok. 1167) była Ryksa Śląska, wdowa po Rajmundzie Berengarze II, hrabim Prowansji.